# Calytrix angulata
Calytrix angulata är en myrtenväxtart som beskrevs av John Lindley. Calytrix angulata ingår i släktet Calytrix och familjen myrtenväxter. Inga underarter finns listade i Catalogue of Life.